# Grand Orient de France
El Grand Orient de France (GODF) és una obediència maçònica anomenada liberal, o adogmàtica, ja que té com a principi la llibertat absoluta de consciència i no imposa doncs cap mena de creença als seus membres. S'oposa doncs a la francmaçoneria de la branca anglesa que imposa la creença en un Déu i el respecte dels preceptes anomenats "de regularitat" promulgats per la Gran Lògia Unida d'Anglaterra el 1929.

## Història

### Els inicis

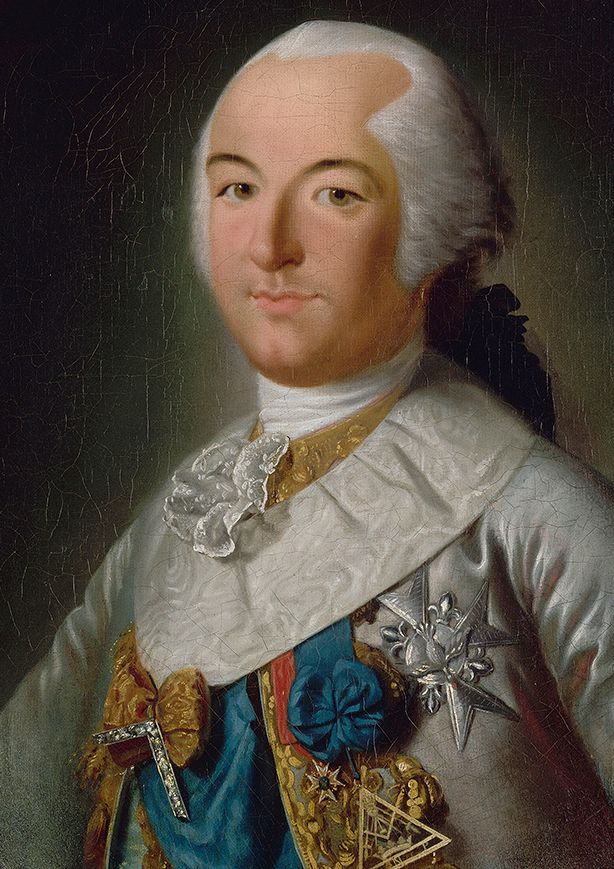
Lluís Felip d'Orleans, Gran Mestre del Grand Orient de France

El Grand Orient de France va néixer el 1773 d'una profunda transformació de la Grande Loge de France de l'època, fundada el 24 de juny de 1738.
Aquesta transformació, àmpliament impulsada pel Duc de Luxemburg, va ser la resposta a una desena d'anys de dissensions i d'escissions. Va consistir en la constitució d'una obediència veritablement nacional, majoritària, fortament centralitzada, que va confiar el títol de Gran Mestre a Lluís Felip d'Orleans i va adoptar diferents reformes, com l'elecció dels venerables mestres de lògia. Una gran majoria de les lògies del regne va adherir-se a aquesta nova estructura en els anys que van seguir tot i que una «Grande Loge de Clermont» rival, principalment parisenca i refusant aquestes evolucions, va restar en activitat fins al maig de 1799, data en què les dues obediències, molt fortament afeblides per la Revolució francesa, es van fusionar.
Sovint es pot llegir que els francmaçons han preparat activament la revolució de 1789, el que acredita la idea del complot. La veritat és que n'hi va haver a tots els camps. Així el Duc de Luxemburg va emigrar des de juliol de 1789 i una lògia aristocràtica com «La Concorde», de Dijon va ser desfeta des de l'agost de 1789. Tanmateix les lògies tenen, pel seu funcionament en els anys anteriors, una certa independència de l'Estat i de l'Església, el que ha facilitat de manera versemblant l'eclosió d'aspiracions noves. Entre els francmaçons actius de l'època revolucionària, citem Mirabeau i Choderlos de Laclos. L'himne nacional "La Marsellesa" ha estat d'altra banda compost per un francmaçó: Rouget de l'Isle.
El 1785, Fleury Mesplet s'estableix a Mont-real i funda lògies al servei del Gran Orient. El 5 de gener de 1792, el Grand Orient de France aprova públicament la Revolució en curs, el que no suposa però una adhesió de la totalitat dels seus membres al trastorn polític, institucional i social més gran de la història de França. En efecte, durant el Terror el GODF va estar absent de 1793 a 1796. Rars són els tallers que mantingueren activitat durant aquest període.
A partir del cop d'estat de Bonaparte el 18 Brumari, la francmaçoneria viurà 15 anys extraordinaris, multiplicant les lògies. Bonaparte comprèn tot el benefici que podrà treure d'una maçoneria dòcil. Investeix aquesta amb homes de confiança, i aquesta expansió maçònica es traduirà per un servilisme sense faltes. Roettiers de Montaleau i Cambacérès van ser els artesans talentosos d'aquest fet.
Tanmateix, la maçoneria, fins i tot controlada, continua portant a tot Europa els valors filosòfics procedents del segle de les Llums. El Gran Orient és investit per tot el que compta en política, família de Bonaparte, mariscals, generals, ministres i funcionaris. El nombre de lògies passa de 300 a 1220 en 10 anys (1814). La caiguda de Napoleó va causar la de la francmaçoneria. Els francmaçons van fer oportunisme polític en els anys que van seguir.

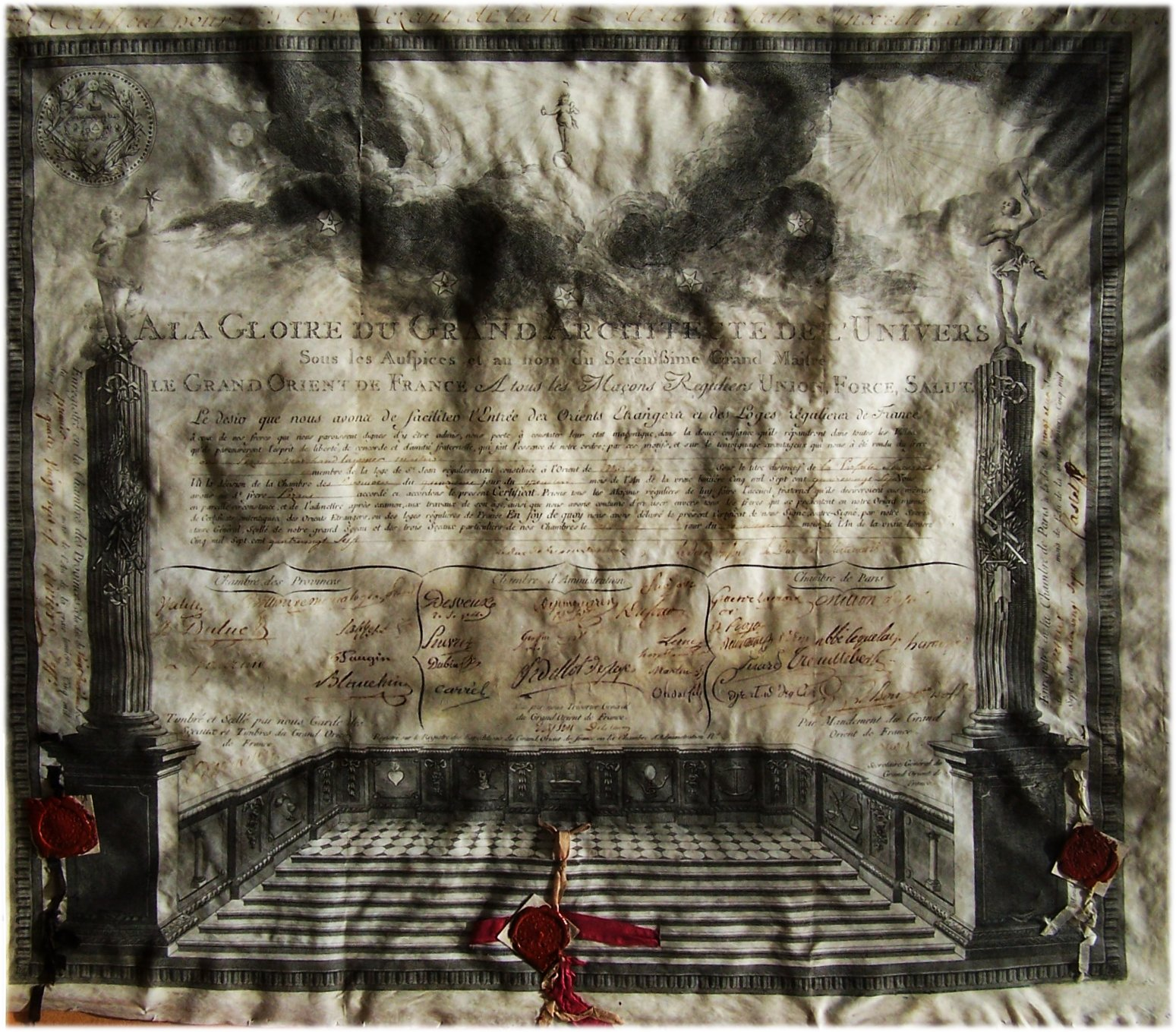
Diploma de mestre francmaçó del GODF, 1787

### Segon Imperi
Napoleó III imposa el seu poder sobre la francmaçoneria oficial de França, designant en principi el príncep Lucien Murat i més tard el mariscal Magnan per supervisar de prop l'activitat i prevenir tota vel·leïtat d'oposició al règim.

### Començament de laIII Repúblicai el cisma de 1877
Des de 1877, data en la qual -sobre un informe del pastor Frédéric Desmons (1832-1909) relatiu a un vot emanant d'una lògia de Villefranche-sur-Saône- ha estat suprimida de la seva constitució la frase La Francmaçoneria té per a principi l'existència de Déu i la immortalitat de l'ànima, el Grand Orient de France se situa com a líder de la francmaçoneria "liberal" o "adogmàtica".
És aquesta decisió la causa del cisma del Grand Orient de France (i de les lògies que l'han seguit als països de tradició catòlica) enfront de la resta de la francmaçoneria, i que continua fins avui. La United Grand Lodge of England, que no reconeix sempre aquest principi de "llibertat absoluta de consciència", rebutja aquesta maçoneria liberal naixent. La discussió sobre la regularitat no fa més que començar.
Aquesta decisió no va ser tampoc universalment aprovada a França: Diverses lògies del Grand Orient se'n separen i s'agrupen el 1894 a la Grande Loge de France (GLdF).
El Grand Orient té un paper important en el fundació del partit republicà.

### Segle XX
El Grand Orient de France és implicat en l'afer dels fitxers al començament del segle. Aquest gran escàndol polític sobrevingut el 1904, després d'una interpel·lació a la Cambra del diputat nacionalista Jean Guyot de Villeneuve, descobrint al públic les pràctiques de vigilància dels oficials de l'exèrcit per les lògies i la col·locació d'una oficina d'informació sobre els militars a la seu del GODF, carrer Cadet. L'afer va marcar profundament l'exèrcit i la dreta.
El 1913, algunes lògies volent tornar a una pràctica maçònica obligatòriament teista deixen el Grand Orient i creen la Grande Loge Nationale Indépendante de France et des Colonies, futura Grande Loge nationale française (GLNF).
Durant la Segona Guerra Mundial, francmaçons del Grand Orient de France van formar part la Resistència, en particular de la xarxa Patriam Recuperare i de diversos moviments. Al mateix temps, el govern de Vichy perseguia severament els francmaçons. El GO hi va perdre la majoria dels seus membres. Entre ells Jean Zay i Pierre Brossolette. A l'Alliberament, el GODF comptava menys de 7000 membres. N'eren 30000 el 1939. De fa alguns anys, els efectius del Grand Orient de France han progressat molt: els seus membres han passat de 30000 (1990) a aproximadament 45000 (2005) per a aproximadament 1080 lògies.
El Grand Orient de France és regularment esmentat als mitjans de comunicació degut als debats que agiten la seva direcció. Tanmateix, l'estructura democràtica i autònoma del GODF protegeix la majoria de les lògies "de base", que continuen treballant serenament.
El 2008, la lògia «Combats» del Grand Orient, dirigida pel fill de l'antic gran mestre Jacques Mitterrand, ha fet parlar-ne iniciant una dona, transgredint així els reglaments de l'obediència.

## Principis
En tant que obediència maçònica, el Grand Orient de France és una federació de lògies que constitueixen les estructures de base de l'associació. És una associació que es lliura per principi respecte a una tradició heretada dels fundadors de la francmaçoneria així com la investigació del progrés i declara treballar per a la millora de l'Home i de la societat.
Com per a la francmaçoneria en general, el GODF practica el pas del món "profà" al món maçònic per "la iniciació". Així iniciat, el profà esdevé "aprenent", primer grau d'un recorregut cap als 2 altres graus següents: company, i mestre. El mètode de treball proposat als maçons és original i facilita el treball individual i col·lectiu. El respecte a la tradició va a l'una amb la prospectiva, i el simbolisme dels rituals és considerat a aportar altres maneres de percebre el món. Els més coneguts d'aquests símbols són: l'escaire, el compàs i el regle que donen els maçons a valors simbòlics elementals facilitant la investigació filosòfica tant com la recerca d'una humanitat millor. Aquest mètode simbòlic pren camins estrictament personals, el que pot fer creure - equivocadament - que cultiva un secret dubtós.
El Grand Orient de France ocupa una posició original en la francmaçoneria mundial sobre tres punts particulars:
- el seu rebuig a exigir una creença qualsevol, en particular a un déu revelat (el que no significa absolutament l'obligació d'ateisme)
- el seu afecte per la laïcitat
- els seus valors republicans i socials

El Grand Orient de France és una obediència masculina, les seves lògies no inicien dones. Tanmateix, els germans del GODF mantenen relacions fraternals amb les germanes d'obediències femenines o mixtes. La doble pertinença o afiliació és admesa pel Grand Orient de France a les lògies mixtes, excepte l'acumulació de certes funcions.
Els membres del Grand Orient de France declaren que la investigació del progrés és un motor en les seves reflexions i les seves accions, fins al punt que aquest principi figura a la seva constitució.
El Grand Orient de France es transforma així en un defensor dels principis continguts en la seva divisa que és també la de la República: «Llibertat, Igualtat, Fraternitat».
Els maçons del Grand Orient de France es declaren lligats a la llibertat absoluta de consciència, que consideren garantia per la laïcitat de les institucions. Qualsevol que professa opinions racistes, xenòfobes o bé es manifesta partidari de règims totalitaris no pot ser rebut al Grand Orient de France.
La seu del GODF es troba al nº16, carrer Cadet al 9è districte de París.

## Funcionament delGrand Orient

### Constitució i Reglament general
Els estatuts del GODF es presenten sota la forma d'una Constitució definint els grans principis de la francmaçoneria. Són completats per un reglament general precisant el funcionament de l'obediència i de les seves lògies.
L'article primer de la Constitució dona una definició de la francmaçoneria segons el Grand Orient:
La Francmaçoneria, institució essencialment filantròpica, filosòfica i progressiva, té per objecte la investigació de la veritat, l'estudi de la moral i la pràctica de la solidaritat; treballa per a la millora material i moral, el perfeccionament intel·lectual i social de la humanitat.
Té per principi la tolerància mútua, el respecte dels altres i d'un mateix, la llibertat absoluta de consciència.
Considerant les concepcions metafísiques com un àmbit exclòs de l'apreciació individual dels seus membres, es nega a tota afirmació dogmàtica. Té per divisa: Llibertat, Igualtat, Fraternitat.

### Direcció de l'Obediència
El GODF és dirigit per un «Consell de l'ordre» d'una trentena de membres (35 el 2008) escollits pels delegats de les lògies durant els congressos regionals.
El Consell de l'ordre escull el seu president que porta el títol de «gran mestre». Aquest darrer és ajudat per gran mestres adjunts i grans oficials encarregats de missions particulars.

### Pràctica dels «alts graus maçònics»
El Grand Orient de France no administra parlant pròpiament més que els graus "simbòlics" (Aprenent, Company i Mestre). La gestió dels alts graus maçònics és confiada al «Grand Collège des Rites», lligat per diferents protocols d'acord amb el GODF. Aquest organisme està compost de seccions corresponent als diferents ritus que componen el GODF.
Es compten entre ells:
- El Suprême Conseil del Ritu escocès antic i acceptat del Grand Orient de France;
- El Grand Chapitre Général del GODF - Ritu francès;
- El Grand Prieuré Indépendant de France del GODF (Ritu escocès rectificat);
- El Grand Ordre Egyptien del Grand Orient de France (Ritu de Memphis-Misraïm).

Aquestes estructures tenen per objectiu administrar els tallers dels alts graus i ser les guardianes dels ritus practicats al si de l'obediència. No tenen tanmateix cap autoritat jeràrquica sobre les Lògies blaves que practiquen el seu ritu.

## ElGrand Orient de Francea Espanya
Les Lògies espanyoles del Grand Orient de France es troben enquadrades a la Regió número 17, junt amb les lògies de la zona Sud de França. En conjunt sumen 62 Lògies.

### Lògies constituïdes
| Ciutat     | Nom de la lògia               | Constituïda                    | Ritual                        |
| ---------- | ----------------------------- | ------------------------------ | ----------------------------- |
| València   | Lògia Blasco Ibáñez           | 1931 (2000 en el GOdF)         | Ritu Francès                  |
| Alacant    | Lògia Constante Alona         | 6 de juliol de 2002 en el GOdF | Ritu Escocès Antic i Acceptat |
| Las Palmas | Lògia Luz Atlàntica           | 8 de novembre de 2003          | Ritu Francès                  |
| Madrid     | Lògia Wolfgang Amadeus Mozart | 10 de gener de 2004            | Ritu Escocès Antic i Acceptat |
| Gijón      | Lògia Rosario de Acuña        | 1 de maig de 2004              | Ritu Francès                  |
| Madrid     | Lògia Siete de Abril          | 19 de novembre de 2006         | Ritu Escocès Antic i Acceptat |
| Málaga     | Lògia Heracles                | 17 de març de 2007             | Ritu Escocès Antic i Acceptat |
| Múrcia     | Lògia Luz de Levante          | 11 de maig de 2008             | Ritu Escocès Antic i Acceptat |
| Barcelona  | Lògia Mare Nostrum            | 10 de maig de 2009             | Ritu Francès                  |
| Sevilla    | Lògia Tartessos               | 28 de febrer de 2010           | Ritu Francès                  |

### Lògies simples
Les lògies simples o Triangles maçònics són estructures regulars per al treball maçònic, però que depenen d'una altra lògia constituïda "Justa i Perfecta" per a atorgar la iniciació maçònica.
| Ciutat   | Nom         | Constituïda   | Lògia               |
| -------- | ----------- | ------------- | ------------------- |
| Tenerife | Luz Nivaria | gener de 2006 | Lògia Luz Atlántica |
| Sevilla  | Minerva     | maig de 2008  | Lògia Heracles      |